# Баја (Казерта)
Баја је насеље у Италији у округу Казерта, региону Кампанија.
Према процени из 2011. у насељу је живело 1145 становника. Насеље се налази на надморској висини од 113 м.